# Kostelec u Holešova
Kostelec u Holešova település Csehországban, Kroměříži járásban. Kostelec u Holešova Stará Ves, Němčice, Pacetluky, Roštění, Rymice, Prusinovice, Beňov, Líšná és Dobrčice településekkel határos. Lakosainak száma 987 fő (2024. január 1.).

## Népesség
A település lakosságának változását az alábbi diagram mutatja:
| Lakosok száma | 993  | 1074 | 1137 | 1039 | 875  | 976  | 975  | 1003 | 1011 | 987  |
|               | 1869 | 1890 | 1921 | 1950 | 1980 | 2001 | 2017 | 2019 | 2022 | 2024 |